# 阿史那結社率
阿史那 結社率（あしな けつしゃすい、アスィナ ケシャール、ピンイン：āshǐnà jiéshèshuài、? - 639年）は、東突厥の始畢可汗の子で突利可汗の弟。

## 生涯
始畢可汗の子として生まれる。
貞観3年12月戊辰の日 （629年12月21日）、兄の突利可汗とともに唐に投降する。
結社率は順々に出世して中郎将となる。彼は無頼漢で、突利可汗が自分を排除したことを怨んでいたので、突利可汗が謀反を企てていると誣告した。太宗はそれ以来、結社率を疎んじて、長い間進級させなかった。
貞観13年（639年）4月、結社率は太宗の九幸宮への御幸に随従する。結社率は密かにもとの部落と結託し、40余人の同士を得て太宗の暗殺を企てた。晋王の李治が四鼓に宮を出るので、その門が開いた時を見計らって宮門へ駆け込み、御帳を直撃すれば事は成ると考えた。甲申の日 （5月19日）、結社率は突利可汗の子の賀邏鶻を擁し、夜になって宮外に伏せた。しかし、強風のために晋王がやって来るのが遅れたため、暁になるのを恐れた結社率は反乱を決行した。結社率らは四重の幕を乗り越えると、弓矢を乱発して衛士数10人を殺した。折衝都尉の孫武開らが部下を率いて奮撃したため、結社率らはしばらくして追い散らされた。結社率らは厩へ逃げ込んで馬20数頭を盗み、賀邏鶻を脅して一緒に北へ逃げた。結社率らは渭水を渡って自分たちの部落へ逃げ込もうとしたが、追いつかれて捕らえられ、全員斬首された。賀邏鶻も捕らえられたが赦され、詔によって秦嶺の外へ追放された。 
結社率の反乱以降、唐内で「突厥を河南へ留めておくのは良くない。」と口にする者が増えた。そのため太宗は諸州に暮らしている突厥人及び胡人に対して、黄河を渡って旧領へ帰り、藩塀を作って長く辺塞を保つよう、詔を出した。

## 参考資料
- 『旧唐書』本紀第三、列伝第一百四十四上
- 『新唐書』本紀第二、列伝第一百四十上
- 『資治通鑑』唐紀十一 太宗文武大聖大廣孝皇帝中之上